# Sarkis Kasjan
Sarkis Howhannesi Kasjan (orm. Սարգիս Հովհաննեսի Կասյան (Քոսյան), ur. 28 stycznia 1876 w Şuşy, zm. w grudniu 1937) – armeński rewolucjonista i dziennikarz, polityk Armeńskiej SRR.

## Życiorys
W latach 1901–1903 studiował w Instytucie Komercyjnym w Lipsku, a 1903-1904 na Wydziale Filozoficznym Uniwersytetu Berlińskiego, uzyskał stopień kandydata nauk filozoficznych, w 1905 wstąpił do SDPRR. W 1914 został aresztowany i skazany na zesłanie do guberni wołogodzkiej, 1916-1917 kierował jednym z wydziałów kooperacji Kraju Północnego w Wołogdzie, 19 marca 1917 został amnestionowany, 1917-1920 wchodził w skład Kaukaskiego Krajowego Komitetu RKP(b). W 1918 został członkiem Tbiliskiego Biura Kaukaskiego Krajowego Komitetu RKP(b), od września 1919 do 1920 był członkiem Armeńskiego Komitetu RKP(b) i jednocześnie sekretarzem Kaukaskiego Krajowego Komitetu RKP(b) oraz od 29 grudnia 1919 do czerwca 1920 członkiem KC Komunistycznej Partii Armenii, 19 stycznia 1920 został przewodniczącym Armeńskiego Komitetu RKP(b). Od 11 listopada 1920 do 1922 był członkiem KC Komunistycznej Partii (bolszewików) Armenii i jednocześnie od 29 listopada 1920 do 24 marca 1921 przewodniczącym Komitetu Rewolucyjnego Armenii i od 12 grudnia 1920 do 21 maja 1921 ludowym komisarzem rolnictwa Armeńskiej SRR i redaktorem odpowiedzialnym pisma, a od lipca 1921 do listopada 1922 zastępcą członka Komitetu Wykonawczego Kominternu. W 1923 przewodniczył Komisji Rolnej Centralnego Komitetu Wykonawczego (CIK) ZFSRR, od 10 maja 1924 do 17 stycznia 1932 ponownie był członkiem KC KP(b)A, jednocześnie 1924-1927 rektorem Zakaukaskiego Komunistycznego Uniwersytetu im. 26 Bakijskich Komisarzy w Tbilisi i do 1927 przewodniczącym Związku Narodowości CIK ZFSRR. Od 9 kwietnia 1927 do 20 lutego 1931 był przewodniczącym CIK ZFSRR, od 5 kwietnia 1928 do 17 września 1930 członkiem Prezydium/Biura KC KP(b)A, od 7 lipca 1928 do 14 lutego 1931 przewodniczącym CIK Armeńskiej SRR i od marca 1931 do listopada 1932 przewodniczącym Sądu Najwyższego ZFSRR.
Podczas wielkiej czystki został aresztowany, następnie skazany na śmierć i rozstrzelany.